# Nicolás Bravo (Schiff)
Die Nicolás Bravo war eine Fregatte der Bronstein-Klasse der mexikanischen Marine, die von 1993 bis 2017 in Dienst stand. Vorher stand das Schiff von 1963 bis 1990 als McCloy im Dienst der US-amerikanischen Marine.

## Geschichte

### Bau
Der Bauauftrag für die spätere Nicolás Bravo wurde als USS McCloy (DE-1038) am 13. Juni 1960, als Geleitzerstörer und zweite Einheit der Bronstein-Klasse, der US-amerikanischen Marine vergeben. Das Schiff wurde am 15. September 1961 bei der Avondale Shipyard in Westwego im US-Bundesstadt Louisiana auf Kiel gelegt. Der Stapellauf erfolgte am 9. Juni 1962 und die Indienststellung am 21. Oktober 1963, unter dem Kommando von Commander Thomas Sherman in der Charleston Naval Shipyard.
Benannt war das Schiff zu diesem Zeitpunkt nach Lieutenant-Commander John McCloy, einem Offizier der Marine und zweifachen Träger der Medal of Honor. Sie war die erste Einheit dieses Namens in der US-amerikanischen Marine.

### Einsatzgeschichte

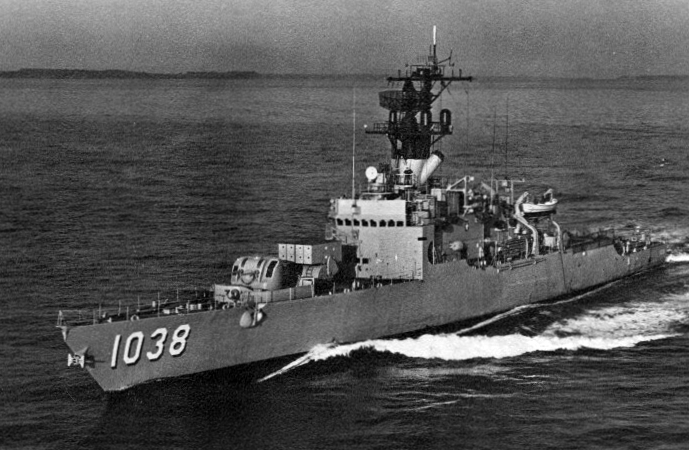
USS McCloy (DD-1038) in südamerikanischen Gewässern im Jahr 1968.

Sie wurde in Newport, Rhode Island, stationiert und diente bis zu ihrer Außerdienststellung am 14. Dezember 1990 in der Atlantikflotte. 1993 wurde sie zusammen mit ihrem Schwesterschiff, der Bronstein, an die Marine Mexikos verkauft.
Zumeist wurde die McCloy in Trägerkampfgruppen eingesetzt. Mehrere Fahrten brachten sie auch in europäische Gewässer, wo sie mit Schiffen der NATO-Verbündeten zusammen operierte. Während der Fleet Week im April 1989 war sie Teil der Kampfgruppe der Forrestal.
Während eines Einsatzes vor Bermuda Ende Oktober 1983 verwickelte sich das Kabel ihres Schleppsonars in der Schraube eines sowjetischen U-Boots der Victor-Klasse, das am folgenden Tag von der Besatzung einer P-3 Orion manövrierunfähig an der Oberfläche aufgefunden wurde. Das U-Boot wurde von einem sowjetischen Bergungsschiff in Schlepp genommen und nach Kuba geschleppt.